# Verónica Alcocer
Verónica del Socorro Alcocer García, född 29 maj 1979 i Sincelejo, Sucre, Colombia, är en colombiansk filantrop. Hon är gift med Gustavo Petro, Colombias president.

## Barndom och ungdom
Verónica del Socorro Alcocer García föddes den 26 maj 1976 i Sincelejo, Sucre. Hon är äldst av tre syskon, hon föddes i en konservativ familj i Sincelejo, hennes far var en stor beundrare av olika ledare för det konservativa partiet.
Under sin barndom ville Verónica bli nunna, även om hon senare började studera juridik, en karriär som hon inte avslutade när hennes äldste son, Nicolás, föddes.
Även om Alcocer är politisk vänster och gift med en vänsterpresident med radikala ideologier, har hon vid flera tillfällen uttryckt sin hängivenhet till den katolska tron och sitt försvar av barnens rättigheter, och har visat sig vara pro-life, utan att uttrycka sitt förkastande av någon form av abort.